# Marie Anne Rousselet
Marie Anne Rousselet, född 1732, död 1826, var en fransk gravör. Hon var främst verksam efter 1771, och är känd för sina illustrationer i Georges-Louis Leclerc de Buffons och Bernard Germain Lacépèdes Naturlexika.
Hon finns representerad på Nationalmuseum. 